# Rivula cyclina
Rivula cyclina là một loài bướm đêm trong họ Erebidae.